# Claire Bryant
Pour les articles homonymes, voir Bryant.
Claire Bryant, née le 25 août 2001 à Houston, est une athlète américaine, spécialiste du saut en longueur.

## Carrière
Elle est championne universitaire du Texas en 2018 et championne nationale américaine des moins de 20 ans en 2019 au saut en longueur. Elle remporte l'or aux Championnats panaméricains d'athlétisme des moins de 20 ans de 2019. Elle s'engage alors à l'Université de Floride en octobre 2019.
Elle remporte l'argent derrière sa compatriote Sophia Beckmon aux Championnats NACAC des moins de 23 ans de 2023 à San José en juillet 2023, avec un saut de 6,66 m.
Elle termine deuxième aux Championnats NCAA en salle en mars 2024 puis intègre la finale du saut en longueur en plein air du Championnat NCAA à Eugene, dans l'Oregon, en juin 2024, avec un saut à 6,74 mètres.
Elle est sélectionnée pour les Championnats du monde d'athlétisme en salle 2025 à Nankin en mars 2025, où elle remporte la médaille d'or pour ses débuts internationaux seniors, avec un saut à 6,96 mètres, son meilleur résultat personnel, réalisé au cinquième tour.

## Palmarès
| Date | Compétition                    | Lieu   | Résultat | Marque |
| ---- | ------------------------------ | ------ | -------- | ------ |
| 2024 | Championnats du monde en salle | Nankin | 1re      | 6,96 m |

## Records
| Épreuve          | Marque | Lieu   | Date         |
| ---------------- | ------ | ------ | ------------ |
| Saut en longueur | 6,96 m | Nankin | 23 mars 2025 |